# Седжем
Седжем — давньоєгипетський бог-персоніфікація слуху. Зазвичай представлений як людина з бичачими вухами.